# 1419 en santé et médecine
| Années de la santé et de la médecine : 1416 - 1417 - 1418 - 1419 - 1420 - 1421 - 1422    |
| Décennies de la santé et de la médecine : 1380 - 1390 - 1400 - 1410 - 1420 - 1430 - 1440 |

Cet article présente les faits marquants de l'année 1419 en santé et médecine.

## Événements
- Fondation de l'hôpital des Innocents (Spedale degli Innocenti) par la corporation des métiers de la soie (Arte della Seta o di Por Santa Maria) de Florence [1].
- Fondation de l'université de Rostock, ville de la Hanse, en Mecklembourg, où la médecine est enseignée dès l'origine[2].
- Le prince évêque Johann II accorde à la miresse Sarah  de Wurtzbourg le droit de pratiquer la médecine dans tout le duché de Franconie[3].
- Vers 1419 : fondation de l'hôpital de Loches en Touraine[4].

## Publication
- 1419-1420 : Ugolino da Montecatini (c. 1345-1425) fait paraître le Tractatus de balneis, important traité d'hydrothérapie thermale[5].

## Personnalités
- 1353-1419 : fl. Jean d'Avignon, médecin, actif en Andalousie et à Avignon[6].
- 1394-1419 : fl. Jean de Chalon, médecin à la cour de Bourgogne ; il soigne en 1407 Jeanne de Luxembourg[7], duchesse de Brabant, épouse d’Antoine de Bourgogne, dans sa dernière maladie[8].

## Naissance
- Giovanni Garzoni (it) (mort en 1505), médecin, et historien humaniste, professeur de médecine et de philosophie à Bologne, archiatre des antipapes Nicolas V et Calixte III[9],[10].

## Décès
- Février-mars : Guillaume Regnaudi (né à une date inconnue), licencié en médecine, chanoine de Saint-Étienne de Troyes[11].
- Pierre de Brega (né à une date inconnue), reçu docteur en médecine à Padoue, professeur à Cologne et Heildeberg[12].
- 1419-1420 : Jean de Pise (né à une date inconnue), chirurgien puis médecin, reçu docteur en médecine à Paris en 1408 après avoir promis de ne plus exercer la chirurgie[12].